# Higher (singel Creed)
"Higher" – pierwszy singel amerykańskiej formacji Creed z jej drugiego albumu studyjnego Human Clay. Dotarł do 7 miejsca na liście Billboard Hot 100 w połowie 2000 roku.

## Lista utworów
1. Higher (wersja radiowa)
2. My Own Prison
3. To Whom It May Concern
4. Wrong Way